# Synurales
Ordre
Les Synurales sont un ordre d'algues unicellulaires Ochrophyte de la classe des Chrysophyceae.

## Étymologie
Le nom vient de l'ancienne famille type des Synuraceae que certaines classifications ont inclus dans les Mallomonadaceae.

## Liste des familles
Selon AlgaeBase (9 mars 2022) :
- Mallomonadaceae Diesing, 1866
- Neotessellaceae B.Y.Jo, J.I.Kim, W.Shin, P.Skaloud & P.Siver, 2016

Selon World Register of Marine Species (9 mars 2022) :
- Mallomonadaceae Diesing, 1866
- Neotessellaceae B.Y.Jo, J.I.Kim, W.Shin, P.Skaloud & P.Siver, 2016
- Synuraceae Lemmermann, 1899

## Systématique
L’ordre des Synurales renfermait deux autres familles : 
- les Phalansteriaceae que les règles de nomenclature ont remplacé par Phalansteriidae, avec une taxonomie complètement modifiée ;
- les Synuraceae qui ont été incluses dans les Mallomonadaceae.